# Кланфа
Кланфа је елеменат, обично од гвожђа, који се користи у грађевинарству за спајање дрвених елемената. Нарочито се користила раније за спајање елемената брвнара. С обзиром да је дрво материјал који се сушењем деформише, увија и сл. потребно је одговарајућим стабилним везним елементима обезбедити да не дође до померања елемената куће.
Кланфе кују ковачи и у облику је развученог ћириличног слова  П. Крајеви су зашиљени да би се лакше укуцавале у дрвене греде, диреке, венчанице, темељце...